# AMD K6
AMD K6 é um microprocessador lançado pela AMD em 1997, que podia ser instalado em placas-mãe desenvolvidas para modelos Pentium da Intel, sendo o sucessor do AMD K5.
Apesar do nome K6 sugerir que tenha se derivado do modelo K5, ele na verdade é um design completamente diferente, baseado no modelo Nx686 criado pela equipe da NexGen, e adaptado após a compra da NexGen pela AMD.

## K6-2

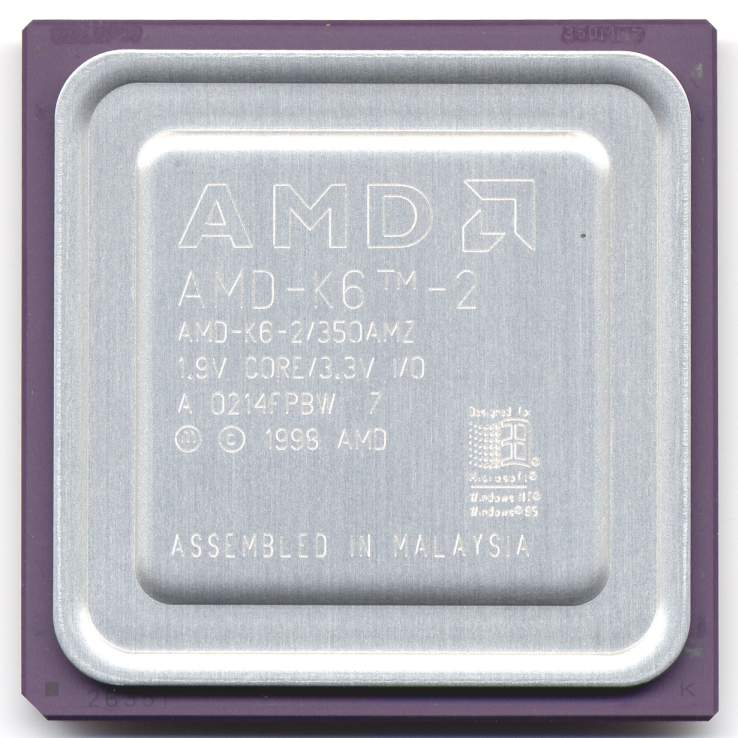
Microprocessador AMD K6-2

O K6-2 foi um modelo de microprocessador x86 fabricado pela AMD em 28 de maio de 1998, disponível em velocidades de clock entre 266 MHz e 550 MHz.
O K6-2 foi designado para ser um competidor dos significativamente mais caros e mais antigos Intel Pentium II. A performance dos dois chips eram equivalentes: os AMD K6 tendiam a serem mais rápidos em computadores de uso geral, e os Intel eram superiores em provas de FPU. O K6-2 foi um chip de sucesso que proporcionou uma base de mercado estável à AMD para a introdução da linha Athlon.
O K6-2 foi o primeiro processador a introduzir a instrução de FPU SIMD, chamada de 3DNow! pela AMD, que podia aumentar significativamente a performance de aplicações 3-D. Concorria diretamente com a similar, porém mais complicada SSE, conjunto de instruções criada pela Intel
Quase todos os K6-2 foram designados para utilizarem placas mãe Socket 7 de FSB 100MHz, que proporcionavam uma melhora da performance do sistema. Em toda a carreira do K6-2, o K6-2 300 foi o que mais vendeu em sua categoria. Ele rapidamente estabeleceu uma ótima reputação no mercado e competia muito bem com o Intel Celeron 300A pelo mercado de performance razoável. O Celeron oferecia um cache menor, porém mais rápido e uma excelente unidade FPU; o K6-2 oferecia um maior e mais rápido acesso a memória RAM (cortesia das placas mãe Socket 7) e a extensão gráfica 3DNow!. Ambos venderam muito bem e atraíram uma grande fatia do mercado (nesta época, o Pentium II mais rápido era pouco superior do que os concorrentes, mas muito mais caro).

## K6-2+
O K6-2+ possuía um cache integrado de 128KiB e fabricado em processo de 0,18µm (basicamente um AMD K6-III com a metade de cache L2). O K6-2+ foi projetado para computadores portáteis de baixa voltagem, e foi lançado quando os desktops caminhavam para novas tecnologias mais rápidas como o Athlon. Foi vendido em números modestos para o seu público alvo. O K6-2+ ficou praticamente na sombra dos seus familiares Athlon e K6-III (significativamente mais rápidos), do K6-2, mais lento, porém mais conhecido e com mais placas mãe compatíveis.

## K6-III
O K6-III foi um processador x86 lançado no mercado pela AMD em 22 de fevereiro de 1999.
Em sua concepção, o design era simples: era um AMD K6-2 com cache L2 embutido. Em execução, entretanto, o design revelou-se não tão simples, com seus 21.4 milhões de transistores. A pipeline era curta, comparada com a o Pentium III da Intel, e portanto o design não escalava bem acima de 500 MHz. De qualquer maneira, o K6-III vendeu bem, e foi claramente o chip x86 mais rápido do mercado quando foi introduzido, superando confortavelmente os AMD K6-2 e os Intel Pentium II.

## Modelos

### K6-2 (Chomper, 250 nm)

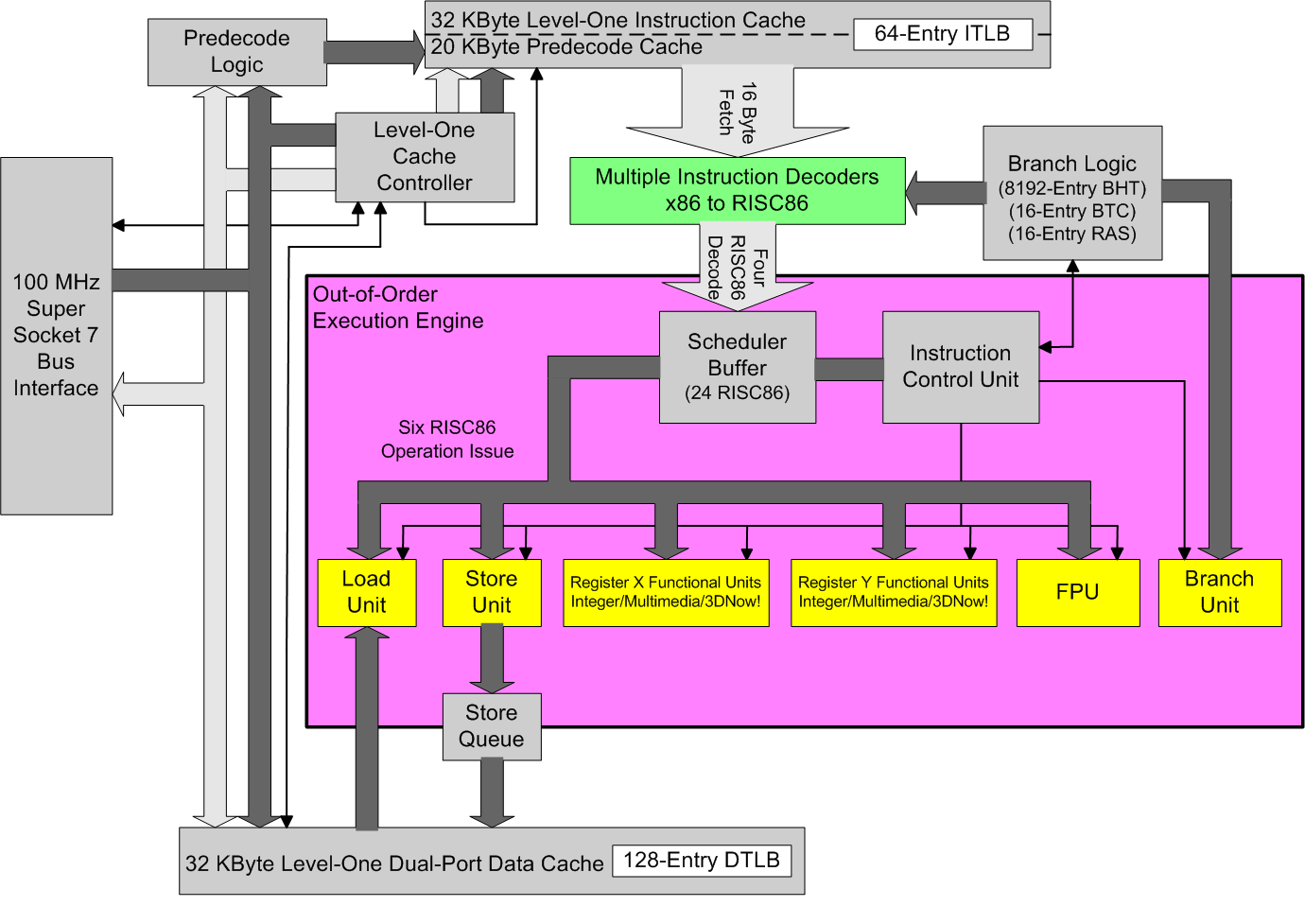
A arquitetura do AMD K6-2.

- CPUID: Family 5, Model 8, Stepping 0.
- L1-Cache: 32 + 32 KiB (Dados + Instruções).
- MMX, 3DNow!.
- Super Socket 7.
- Barramento externo: 66 e 100 MT/s.
- VCore: 2.2V.
- Data do lançamento: 28 de Maio de 1998.
- Frequência: 233, 266, 300, 333 e 350 MHz.

### K6-2 (Chomper Extended (CXT), 250 nm)
- CPUID: Family 5, Model 8, Stepping 12.
- L1-Cache: 32 + 32 KiB (Dados + Instruções).
- MMX, 3DNow!.
- Super Socket 7.
- Barramento externo: 66, 95, 97, e 100 MT/s.
- VCore: 2.0(mobile)/2.2/2.3/2.4V.
- Data do lançamento: 16 de Novembro de 1998.
- Frequência: 266 a 550 MHz.

### K6-2+ (180 nm)
- L1-Cache: 32 + 32 KiB (Dados + Instruções)
- L2-Cache: 128 KiB, na mesma frequência do processador.
- MMX, Extended 3DNow!, PowerNow!.
- Super Socket 7.
- Barramento externo: 95, 97 e 100 MT/s.
- VCore: 2.0 V.
- Data do lançamento: 18 de Abril de 2000.
- Frequência: 450, 475, 500, 533, 550 e 570 MHz.

### K6-III (180 nm)

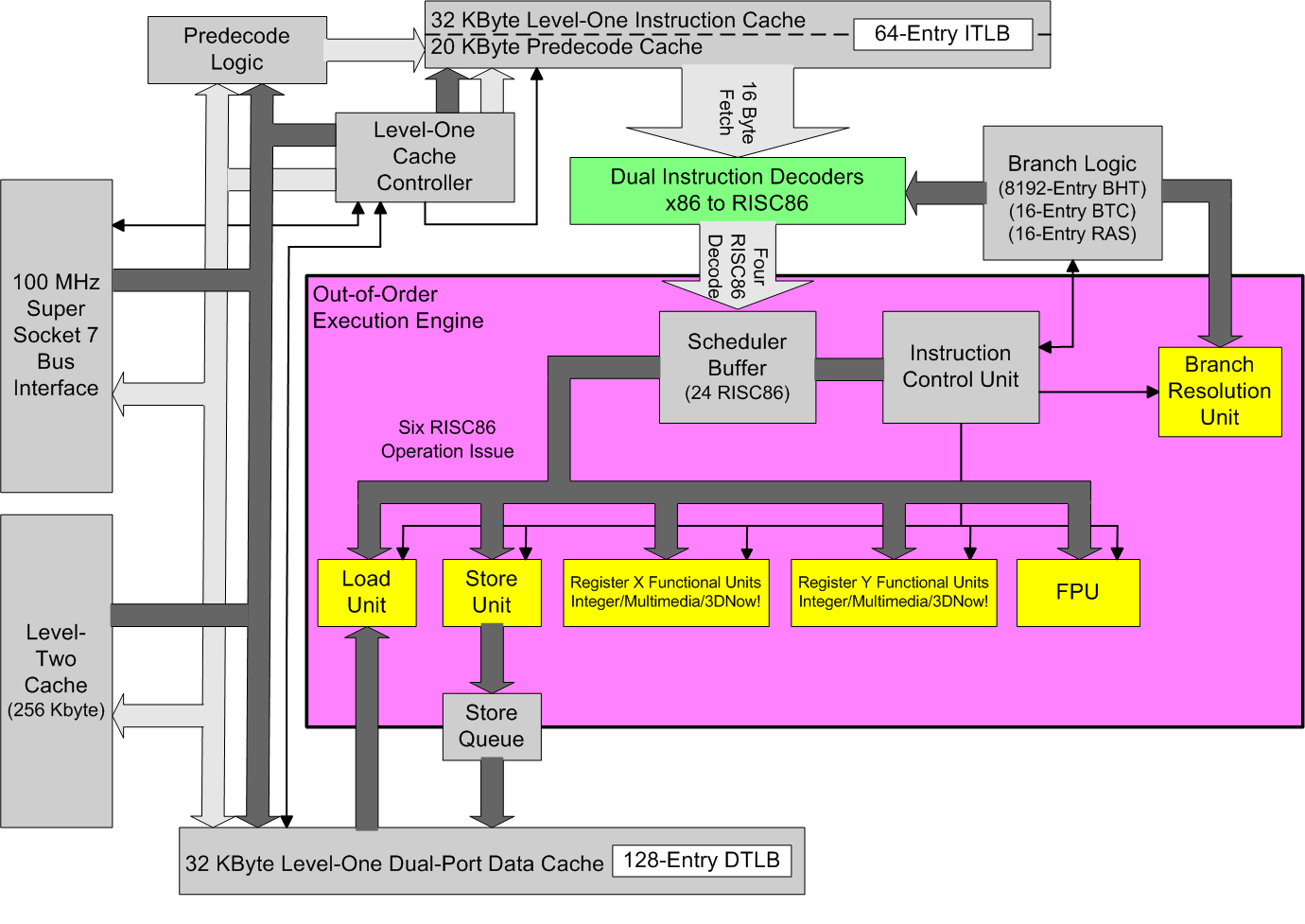
A arquitetura do AMD K6-III.

- CPU ID: AuthenticAMD Family 5 Model 13 .
- L1-Cache: 32 + 32 KiB (Dados + Instruções).
- L2-Cache: 256 KiB, na mesma frequência do processador.
- MMX, Extended 3DNow!, PowerNow!.
- Super Socket 7.
- Barramento externo: 95 e 100 MT/s.
- VCore: 2.0 V, 1.8 v.
- Data de lançamento: 18 de Abril, 2000.
- Frequência: 450, 475, 500 e 550 MHz.